# Eerste klasse 1928-29 (voetbal België)
Het seizoen 1928/29 van de Belgische Eerste Klasse begon in de zomer van 1928 en eindigde in de lente van 1929. Het was het 29e officieel seizoen van de hoogste Belgische voetbalklasse. De officiële benaming destijds was Division d'Honneur of Eere Afdeeling. De competitie telde net als de voorbije seizoenen 14 clubs.
Antwerp FC pakte zijn allereerste landstitel na een beslissingswedstrijd tegen uittredend kampioen Beerschot, de Antwerpse stadsgenoot en grote rivaal die het voorbije decennium al vijf keer de titel had binnengehaald.

## Gepromoveerde teams
Deze teams waren gepromoveerd uit de Tweede Klasse voor de start van het seizoen:
- FC Malinois (kampioen in Eerste Afdeeling)
- R. Tilleur FC (tweede in Eerste Afdeeling)

## Degraderende teams
Deze teams degradeerden naar Tweede Klasse op het eind van het seizoen:
- ARA La Gantoise
- R. Tilleur FC

## Titelstrijd
De twee Antwerpse rivalen Antwerp en Beerschot eindigden samen afgetekend op een gedeelde eerste plaats. Een beslissingswedstrijd moest uitmaken wie uiteindelijk landskampioen zou worden. De wedstrijd werd gespeeld op 16 juni op het veld van Racing Mechelen. Antwerp won met 2-0, en pakt zo zijn allereerste landstitel.
| Datum      | Wedstrijd                       | Uitslag |
| ---------- | ------------------------------- | ------- |
| 16/06/1929 | R. Antwerp FC - R. Beerschot AC | 2-0     |

## Clubs
Volgende veertien clubs speelden in 1928/29 in Eerste Klasse. De nummers komen overeen met de plaats in de eindrangschikking:
| # kaart | Stam- nummer | Club                        | Plaats              | Stadion                                                       | # seiz. 1e klasse |
| ------- | ------------ | --------------------------- | ------------------- | ------------------------------------------------------------- | ----------------- |
| 1       | 1            | R. Antwerp FC               | Deurne, Antwerpen   | Bosuilstadion Olympisch Stadion terrein aan de Grote Steenweg | 28e               |
| 2       | 13           | R. Beerschot AC             | Antwerpen           | Olympisch Stadion                                             | 23e               |
| 3       | 24           | RC Malines SR               | Mechelen            | Antwerpsesteenweg                                             | 11e               |
| 4       | 12           | RCS Brugeois                | Brugge              | Stade CS Brugeois                                             | 25e               |
| 5       | 11           | RRC de Gand                 | Gent                | Emmanuel Hielstadion                                          | 14e               |
| 6       | 25           | RFC Malinois                | Mechelen            | Achter de Kazerne                                             | 4e                |
| 7       | 6            | R. Racing Club de Bruxelles | Ukkel               | Stade du Vivier d'Oie (nr 10 op kaartje)                      | 28e               |
| 8       | 28           | Berchem Sport               | Berchem, Antwerpen  | terrein aan de Grote Steenweg                                 | 7e                |
| 9       | 2            | Daring Club de Bruxelles SR | Sint-Jans-Molenbeek | Daringstadion (nr 5 op kaartje)                               | 21e               |
| 10      | 30           | Liersche SK                 | Lier                | Lisperstadion                                                 | 2e                |
| 11      | 10           | Union Royale Saint-Gilloise | Vorst               | Joseph Marienstadion (Dudenpark) (nr 7 op kaartje)            | 23e               |
| 12      | 16           | R. Standard Club Liège      | Luik                | Sclessin                                                      | 13e               |
| 13      | 7            | ARA La Gantoise             | Gent                | Jules Ottenstadion                                            | 11e               |
| 14      | 21           | Tilleur FC                  | Seraing             | Stade du Pont d'Ougrée                                        | 2e                |

## Eindstand
|   |    |                             | P  | W  | G  | V  | +  | -  | DS  | Ptn |
| - | -- | --------------------------- | -- | -- | -- | -- | -- | -- | --- | --- |
| K | 1  | R. Antwerp FC               | 26 | 17 | 5  | 4  | 50 | 24 | 26  | 39  |
|   | 2  | R. Beerschot AC             | 26 | 16 | 7  | 3  | 62 | 31 | 31  | 39  |
|   | 3  | RC Malines SR               | 26 | 14 | 3  | 9  | 58 | 56 | 2   | 31  |
|   | 4  | RCS Brugeois                | 26 | 13 | 3  | 10 | 50 | 39 | 11  | 29  |
|   | 5  | RRC de Gand                 | 26 | 11 | 6  | 9  | 60 | 49 | 11  | 28  |
|   | 6  | RFC Malinois                | 26 | 9  | 8  | 9  | 62 | 45 | 17  | 26  |
|   | 7  | R. Racing Club de Bruxelles | 26 | 10 | 6  | 10 | 48 | 44 | 4   | 26  |
|   | 8  | Berchem Sport               | 26 | 9  | 8  | 9  | 48 | 41 | 7   | 26  |
|   | 9  | Daring Club de Bruxelles SR | 26 | 9  | 7  | 10 | 38 | 45 | -7  | 25  |
|   | 10 | Liersche SK                 | 26 | 8  | 7  | 11 | 40 | 47 | -7  | 23  |
|   | 11 | Union Royale Saint-Gilloise | 26 | 6  | 11 | 9  | 53 | 65 | -12 | 23  |
|   | 12 | R. Standard Club Liège      | 26 | 9  | 5  | 12 | 38 | 55 | -17 | 23  |
| D | 13 | ARA La Gantoise             | 26 | 7  | 3  | 16 | 53 | 76 | -23 | 17  |
| D | 14 | R. Tilleur FC               | 26 | 4  | 1  | 21 | 36 | 79 | -43 | 9   |

P: wedstrijden gespeeld, W: wedstrijden gewonnen, G: gelijke spelen, V: wedstrijden verloren, +: gescoorde doelpunten, -: doelpunten tegen, DS: doelsaldo, Ptn: totaal punten
K: kampioen, D: degradatie

## Topscorers
| Scorer                | Goals | Team                        | Land   |
| --------------------- | ----- | --------------------------- | ------ |
| Raymond Braine        | 30    | R. Beerschot AC             | België |
| Guillaume Ulens       | 25    | R. Antwerp FC               | België |
| Richard Van Accolyen  | 24    | RRC de Gand                 | België |
| Désiré Bourgeois      | 20    | RFC Malinois                | België |
| Pierre Mertens        | 16    | R. Beerschot AC             | België |
| Gerard De Vos         | 15    | RCS Brugeois                | België |
| Jean-Emile Stijnen    | 14    | Berchem Sport               | België |
| Michel Vanderbauwhede | 14    | RCS Brugeois                | België |
| Victor Frankignoulle  | 14    | Union Royale Saint-Gilloise | België |
| Pierre De Vidts       | 14    | Daring Club de Bruxelles SR | België |

1895/96 · 1896/97 · 1897/98 · 1898/99 · 1899/00 · 1900/01 · 1901/02 · 1902/03 · 1903/04 · 1904/05 · 1905/06 · 1906/07 · 1907/08 · 1908/09 · 1909/10 · 1910/11 · 1911/12 · 1912/13 · 1913/14 · 1914/15 · 1915/16 · 1916/17 · 1917/18 · 1918/19 · 
1919/20 · 1920/21 · 1921/22 · 1922/23 · 1923/24 · 1924/25 · 1925/26 · 1926/27 · 1927/28 · 1928/29 · 1929/30 · 1930/31 · 1931/32 · 1932/33 · 1933/34 · 1934/35 · 1935/36 · 1936/37 · 1937/38 · 1938/39 · 1939/40 · 1940/41 · 1941/42 · 1942/43 · 1943/44 · 1944/45 · 1945/46 · 1946/47 · 1947/48 · 1948/49 · 1949/50 · 1950/51 · 1951/52 · 1952/53 · 1953/54 · 1954/55 · 1955/56 · 1956/57 · 1957/58 · 1958/59 · 1959/60 · 1960/61 · 1961/62 · 1962/63 · 1963/64 · 1964/65 · 1965/66 · 1966/67 · 1967/68 · 1968/69 · 1969/70 · 1970/71 · 1971/72 · 1972/73 · 1973/74 · 1974/75 · 1975/76 · 1976/77 · 1977/78 · 1978/79 · 1979/80 · 1980/81 · 1981/82 · 1982/83 · 1983/84 · 1984/85 · 1985/86 · 1986/87 · 1987/88 · 1988/89 · 1989/90 · 1990/91 · 1991/92 · 1992/93 · 1993/94 · 1994/95 · 1995/96 · 1996/97 · 1997/98 · 1998/99 · 1999/00 · 2000/01 · 2001/02 · 2002/03 · 2003/04 · 2004/05 · 2005/06 · 2006/07 · 2007/08 · 2008/09 · 2009/10 · 2010/11 · 2011/12 · 2012/13 · 2013/14 · 2014/15 · 2015/16 · 2016/17 · 2017/18 · 2018/19 · 2019/20 · 2020/21· 2021/22 · 2022/23 · 2023/24 · 2024/25